# Frank Mitchell (sport)
Pour les articles homonymes, voir Frank Mitchell et Mitchell.
Frank Mitchell est un joueur de cricket et de rugby à XV né le 13 août 1872 à Market Weighton et mort le 11 octobre 1935 à Blackheath. International dans ces deux sports, il compte six sélections en équipe d'Angleterre de rugby à XV en 1895 et 1896, dispute deux test-matches avec l'équipe d'Angleterre de cricket en 1899 et trois autres pour l'Afrique du Sud, en 1912.

## Biographie
Frank Mitchell naît le 13 août 1872 à Market Weighton. Il est éduqué à St Peter's School, à York, puis devient enseignant à Brighton, où il passe deux ans, avant d'entrer à l'université de Cambridge, au Caius College. Il réussit à y faire partie de l'équipe de rugby de l'université de 1893 à 1895 et de celle de cricket de 1893 à 1896, deux clubs dont il est un temps capitaine. C'est durant cette période qu'il débute avec le Yorkshire County Cricket Club, en 1894. Il honore six sélections en équipe d'Angleterre de rugby à XV, participant aux tournois britanniques 1895 et 1896, durant lesquels l'équipe anglaise finit respectivement deuxième et troisième. Il est capitaine du XV de la Rose lors de son dernier match contre l'équipe d'Écosse le 14 mars 1896. Il joue en parallèle pour le club de rugby du Blackheath RC.
Mitchell participe à des tournées de cricket aux États-Unis en 1895, en 1897 avec Bernard Bosanquet, et en 1901 avec Plum Warner. En 1898-1899, il est membre d'une tournée menée par Lord Hawke en Afrique du Sud. Il y dispute deux test-matches contre la sélection locale. En 1899, il réussit à marquer plus de 1 500 courses pour le Yorkshire. En 1900, il s'engage dans la seconde guerre des Boers, avant de pouvoir participer, en 1901, à la saison anglaise avec le Yorkshire, y réussissant notamment sept centuries.
Mitchell quitte l'Angleterre au cours de l'automne 1901 pour s'installer en Afrique du Sud. Il y devient notamment secrétaire d'Abe Bailey. Il continue à jouer au cricket, faisant partie de l'équipe du Transvaal. En 1904, il est capitaine de l'équipe d'Afrique du Sud qui effectue une tournée en Angleterre et, en 1912, est encore à la tête de celle-ci pour le Tournoi triangulaire disputé entre l'Angleterre, l'Afrique du Sud et l'Australie dans la première de ces trois nations. Il dispute son dernier match de haut-niveau en 1914 avec le Marylebone Cricket Club contre Cambridge.
Il fait partie des forces armées britanniques durant la Première Guerre mondiale, qu'il achève au grade de lieutenant-colonel. Il meurt le 11 octobre 1935 à Blackheath.

## Honneurs
Frank Mitchell est l'un des cinq Wisden Cricketers of the Year de l'année 1902.

## Statistiques

### En équipe d'Angleterre de rugby à XV
Au cours des deux années passées en sélection anglaise, Frank Mitchell dispute six matches et marque cinq points (un essai et une transformation).
| Année | Compétition         | Matches | Points | Essais | Transf. | Drops | Pénal. |
| ----- | ------------------- | ------- | ------ | ------ | ------- | ----- | ------ |
| 1895  | Tournoi britannique | 3       | 2      | -      | 1       | -     | -      |
| 1896  | Tournoi britannique | 3       | 3      | 1      | -       | -     | -      |
| Total | Total               | 6       | 5      | 1      | 1       | 0     | 0      |